# Wilhelm Fock
Frans Wilhelm Reinhold Fock, född 6 november 1812 i Uppsala, död 1 januari 1869 på Tomarp i Kvidinge församling, Kristianstads län, var en svensk friherre och militär. Han var far till Carl Fock.
Wilhelm Fock var son till landshövdingen Berndt Wilhelm Fock och Engel Ekman. Han blev kadett vid Krigsakademien på Karlberg 1826, kammarpage hos drottning Desideria 1827 och utexaminerades från Karlberg 1832. Fock blev kornett vid Livgardet till häst 1832, underlöjtnant 1835, andre löjtnant 1837, förste löjtnant 1839, ryttmästare 1842 och major i armén 1854. Han var överste och chef för Skånska husarregementet 1856–1869. Fock blev 1853 riddare samt 1864 kommendör av Svärdsorden och 1860 kommendör av Dannebrogorden. Han vilar på Kvidinge kyrkogård.